# Stanisław Krysiński
Stanisław Krysiński (ur. 5 grudnia 1947) – generał dywizji Wojska Polskiego, doktor inżynier.

## Życiorys
Szef Generalnego Zarządu Dowodzenia i Łączności P6 SG WP. W 1999 za „wybitne zasługi w umacnianiu suwerenności i obronności kraju” odznaczony Krzyżem Kawalerskim Orderu Odrodzenia Polski.
Od 30 czerwca 2006 do 16 października 2007 – zastępca dyrektora Agencji Systemów Informatycznych NATO (NATO Communication and Information Systems Agency). W 2008 odszedł do rezerwy.
Od 2013 dziekan Wydziału Bezpieczeństwa Wewnętrznego w Uczelni Techniczno-Handlowej im. Heleny Chodkowskiej w Warszawie. Prodziekan ds. studenckich i organizacyjnych,Dziekan Wydziału Zamiejscowego w Płońsku. Jest również zatrudniony przez Sygnity SA z siedzibą w Warszawie, reprezentując tę firmę w Krajowym Stowarzyszeniu Ochrony Informacji Niejawnych.

## Awanse
- generał brygady – 15 sierpnia 2002[4]
- generał dywizji – 15 sierpnia 2005[5]